# Cleistopholis
Cleistopholis là chi thực vật có hoa trong họ Annonaceae.

## Phân bố
Châu Phi nhiệt đới hạ Sahara đến ranh giới với Angola; bao gồm Benin, Burkina, Cabinda (tỉnh biệt lập của Angola), Cameroon, Cộng hòa Trung Phi, Cộng hòa Congo, Gabon, Gambia, Ghana, Guinea, Guinea-Bissau, các đảo trong vịnh Guinea, Ivory Coast, Liberia, Nigeria, Senegal, Sierra Leone, Sudan, Togo, Uganda, Cộng hòa Dân chủ Congo (Zaïre).

## Các loài
- Cleistopholis glauca Pierre ex Engl. & Diels, 1901
- Cleistopholis myristiciflora Diels & Mildbraed, 1915 ?
- Cleistopholis patens (Benth.) Engl. & Diels, 1901
- Cleistopholis staudtii (Engl. & Diels) Engl. & Diels, 1901